# Penrosada apiculata
Penrosada apiculata är en fjärilsart som beskrevs av Felder 1867. Penrosada apiculata ingår i släktet Penrosada och familjen praktfjärilar. Inga underarter finns listade i Catalogue of Life.